# Анастасия и Василисса Римские
Анастаси́я и Васили́сса Ри́мские (греч. Ἀναστασία και Βασιλίσσα, † около 68) — раннехристианские мученицы, память совершается в Православной церкви 15 апреля (по юлианскому календарю), в Католической церкви 15 апреля.
Согласно житию, Анастасия была жительницей Рима и приняла христианство в ходе проповеди апостолов Петра и Павла. Во время гонений христиан, проводившихся при императоре Нероне, Анастасия вместе со своей подругой Василиссой погребала тела убитых за веру христиан, за что обе были заключены в тюрьму. Претерпевшие побои и истязание огнём Анастасия и Василисса были обезглавлены мечом около 68 года.
Мощи святых Анастасии и Василиссы хранятся в Риме в храме Божией Матери Умиротворительницы.
Бэзил Уоткинс (англ. Basil Watkins) считает существование Анастасии и Василиссы «сомнительным».